# Jeevanmardgi, Chitapur
Jeevanmardgi là một làng thuộc tehsil Chitapur, huyện Gulbarga, bang Karnataka, Ấn Độ.